# West Indies Cricket Team in Neuseeland in der Saison 2013/14
Die Tour des West Indies Cricket Team nach Neuseeland in der Saison 2013/14 fand vom 3. Dezember 2013 bis zum 15. November 2014 statt. Die internationale Cricket-Tour war Bestandteil der Internationalen Cricket-Saison 2013/14 und umfasste drei Tests, fünf ODIs und zwei Twenty20s. Neuseeland gewann die Test- und Twenty20-Serie jeweils 2–0, während die ODI-Serie 2-2 unentschieden endete. Die Tests waren Bestandteil der ICC Test Championship, die ODIs Bestandteil der ICC ODI Championship und die Twenty20s Teil der ICC T20I Championship.

## Vorgeschichte
Neuseeland bestritt zuvor eine Tour in Sri Lanka, die West Indies in Indien. Das letzte aufeinandertreffen der beiden Mannschaften bei einer Tour fand in der Saison 2012 in den West Indies statt.

## Stadien
Die folgenden Stadien wurden für die Tour als Austragungsort vorgesehen und am 27. August 2015 festgelegt.
| Stadion                  | Stadt      | Kapazität | Spiele          |
| ------------------------ | ---------- | --------- | --------------- |
| Eden Park                | Auckland   | 50.000    | 1. ODI; 1. T20  |
| University Oval          | Dunedin    | 6.000     | 1. Test;        |
| Seddon Park              | Hamilton   | 10.000    | 3. Test; 5. ODI |
| McLean Park              | Napier     | 22.500    | 2. ODI          |
| Saxton Oval              | Nelson     | 6.000     | 4. ODI          |
| Queenstown Events Centre | Queenstown | 19.000    | 3. ODI          |
| Basin Reserve            | Wellington | 13.000    | 2. Test         |
| Westpac Stadium          | Wellington | 33.000    | 2. T20          |

## Kaderlisten
West Indies benannten ihren Test-Kader am 18. November und seinen Twenty20-Kader am 7. Januar 2014. Neuseeland benannte seinen Test-Kader am 28. November, den ODI-Kader am 19. Dezember 2013 und seinen Twenty20-Kader am 7. Januar 2014.
| Test | Test | ODI | ODI | Twenty20 | Twenty20 |
| Neuseeland | West Indies | Neuseeland | West Indies | Neuseeland | West Indies |
| --- | --- | --- | --- | --- | --- |
| - Brendon McCullum (K) - Corey Anderson - Trent Boult - Doug Bracewell - Dean Brownlie - Peter Fulton - Aaron Redmond - Hamish Rutherford - Ish Sodhi - Tim Southee - Ross Taylor - Neil Wagner - BJ Watling (wk) - Kane Williamson | - Darren Sammy (K) - Denesh Ramdin (VK, wk) - Tino Best - Kraigg Brathwaite - Darren Bravo - Shivnarine Chanderpaul - Sheldon Cottrell - Narsingh Deonarine - Kirk Edwards - Shannon Gabriel - Sunil Narine - Veerasammy Permaul - Kieran Powell - Marlon Samuels - Shane Shillingford - Chadwick Walton (wk) | - Brendon McCullum (K) - Corey Anderson - Martin Guptill - Mitchell McClenaghan - Nathan McCullum - Kyle Mills - Adam Milne - Colin Munro - Jimmy Neesham - Luke Ronchi (wk) - Jesse Ryder - Ross Taylor - Kane Williamson | - Dwayne Bravo (K) - Tino Best - Johnson Charles (wk) - Narsingh Deonarine - Kirk Edwards - Jason Holder - Nikita Miller - Sunil Narine - Kieran Powell - Danesh Ramdin (wk) - Ravi Rampaul - Lendl Simmons - Darren Sammy - Marlon Samuels - Chadwick Walton | - Brendon McCullum (K) - Corey Anderson - Martin Guptill - Mitchell McClenaghan - Nathan McCullum - Adam Milne - Colin Munro - Jimmy Neesham - Luke Ronchi (wk) - Jesse Ryder - Tim Southee - Ross Taylor | - Dwayne Bravo (K) - Samuel Badree - Tino Best - Johnson Charles (wk) - Narsingh Deonarine - Andre Fletcher (wk) - Jason Holder - Nikita Miller - Sunil Narine - Kieran Powell - Danesh Ramdin (wk) - Andre Russell - Ravi Rampaul - Lendl Simmons - Chadwick Walton |

## Tour Match
| 27. – 29. November Scorecard | Lincoln | New Zealand XI 227-8d (56.2) & 168-2d (36) | – | West Indians 230-6d (58.5) & 121-2 (31) |
|                              |         | Remis                                      |   |                                         |

## Tests

### Erster Test in Dunedin
| 3. – 7. Dezember Scorecard | Dunedin | Neuseeland 609-9d (153.1) & 79-4 (30) | – | West Indies 213 (62.1) & 507 (162.1) (f/o) |
|                            |         | Remis                                 |   |                                            |

### Zweiter Test in Wellington
| 11. – 13. Dezember Scorecard | Wellington (BR) | Neuseeland 441 (115.1)                           | – | West Indies 193 (49.5) & 175 (54.5) (f/o) |
|                              |                 | Neuseeland gewinnt mit einem Innings und 73 Runs |   |                                           |

### Dritter Test in Wellington
| 19. – 22. Dezember Scorecard | Hamilton | West Indies 367 (116.2) & 103 (31.5) | – | Neuseeland 349 (117.3) & 124-2 (40.4) |
|                              |          | Neuseeland gewinnt mit 8 Wickets     |   |                                       |

## One-Day Internationals

### Erstes ODI in Auckland
| 26. Dezember Scorecard | Auckland | Neuseeland 156 (42.1)             | – | West Indies 157 (27.3) |
|                        |          | West Indies gewinnt mit 2 Wickets |   |                        |

### Zweites ODI in Napier
| 29. Dezember Scorecard | Napier | Neuseeland     | – | West Indies |
|                        |        | Spiel abgesagt |   |             |

### Drittes ODI in Queenstown
| 1. Januar Scorecard | Queenstown | Neuseeland 283-4 (21/21)        | – | West Indies 124-5 (21/21) |
|                     |            | Neuseeland gewinnt mit 159 Runs |   |                           |

### Viertes ODI in Nelson
| 4. Januar Scorecard | Nelson | Neuseeland 285-6 (50)                       | – | West Indies 134-5 (33.4/33.4) |
|                     |        | Neuseeland gewinnt mit 58 Runs (D/L method) |   |                               |

### Fünftes ODI in Hamilton
| 8. Januar Scorecard | Hamilton | West Indies 363-4 (50)           | – | Neuseeland 160 (29.5) |
|                     |          | West Indies gewinnt mit 203 Runs |   |                       |

## Twenty20 Internationals

### Erstes Twenty20 in Auckland
| 11. Januar Scorecard | Auckland | Neuseeland 189-5 (20)          | – | West Indies 108-8 (20) |
|                      |          | Neuseeland gewinnt mit 81 Runs |   |                        |

### Erstes Twenty20 in Wellington
| 15. Januar Scorecard | Wellington (WS) | West Indies 159-5 (20)           | – | Neuseeland 163-6 (19) |
|                      |                 | Neuseeland gewinnt mit 4 Wickets |   |                       |

## Statistiken
Die folgenden Cricketstatistiken wurden bei dieser Tour erzielt.
| Tests                  | Tests       | Tests   | Tests   | Tests   | Tests   | Tests   | Tests   | Tests   |
| Batting                | Batting     | Batting | Batting | Batting | Batting | Batting | Batting | Batting |
| Spieler                | Mannschaft  | Spiele  | Innings | Runs    | Average | HS      | 100s    | 50s     |
| ---------------------- | ----------- | ------- | ------- | ------- | ------- | ------- | ------- | ------- |
| Ross Taylor            | Neuseeland  | 3       | 5       | 495     | 247,50  | 217*    | 3       | 0       |
| Dwayne Bravo           | West Indies | 2       | 4       | 262     | 65,50   | 218     | 1       | 0       |
| Shivnarine Chanderpaul | West Indies | 3       | 6       | 256     | 64,00   | 122*    | 1       | 1       |
| Denesh Ramdin          | West Indies | 3       | 6       | 192     | 38,40   | 107     | 1       | 0       |
| Brendon McCullum       | Neuseeland  | 3       | 4       | 171     | 42,75   | 113     | 1       | 0       |
| Bowling                |             |         |         |         |         |         |         |         |
| Spieler                | Mannschaft  | Spiele  | Overs   | Wickets | Average | BBI     | 5W      | 10W     |
| Trent Boult            | Neuseeland  | 3       | 116.5   | 20      | 15,40   | 6/40    | 1       | 1       |
| Tim Southee            | Neuseeland  | 3       | 108.5   | 18      | 18,11   | 4/52    | 0       | 0       |
| Corey Anderson         | Neuseeland  | 3       | 57      | 8       | 18,37   | 3/47    | 0       | 0       |
| Neil Wagner            | Neuseeland  | 3       | 95      | 8       | 45,50   | 3/112   | 0       | 0       |
| Tino Best              | West Indies | 3       | 84.1    | 8       | 46,12   | 4/110   | 0       | 0       |

| ODIs                 | ODIs        | ODIs    | ODIs    | ODIs    | ODIs    | ODIs    | ODIs    | ODIs    |
| Batting              | Batting     | Batting | Batting | Batting | Batting | Batting | Batting | Batting |
| Spieler              | Mannschaft  | Spiele  | Innings | Runs    | Average | HS      | 100s    | 50s     |
| -------------------- | ----------- | ------- | ------- | ------- | ------- | ------- | ------- | ------- |
| Dwayne Bravo         | West Indies | 4       | 4       | 217     | 108,50  | 106     | 1       | 1       |
| Corey Anderson       | Neuseeland  | 4       | 4       | 190     | 95,00   | 131*    | 1       | 0       |
| Jesse Ryder          | Neuseeland  | 4       | 4       | 168     | 42,00   | 104     | 1       | 0       |
| Kirk Edwards         | West Indies | 2       | 2       | 147     | 147,00  | 123*    | 1       | 0       |
| Brendon McCullum     | Neuseeland  | 4       | 4       | 104     | 26,00   | 51      | 0       | 1       |
| Bowling              |             |         |         |         |         |         |         |         |
| Spieler              | Mannschaft  | Spiele  | Overs   | Wickets | Average | BBI     | 5W      | 10W     |
| Mitchell McClenaghan | Neuseeland  | 4       | 26.1    | 8       | 19,87   | 5/58    | 1       | 0       |
| Dwayne Bravo         | West Indies | 4       | 26      | 7       | 19,85   | 4/44    | 0       | 0       |
| Jason Holder         | West Indies | 4       | 26.1    | 7       | 23,14   | 2/21    | 0       | 0       |
| Nikita Miller        | West Indies | 3       | 24      | 5       | 27,20   | 4/45    | 0       | 0       |
| Kyle Mills           | Neuseeland  | 4       | 20      | 3       | 39,33   | 2/37    | 0       | 0       |
| Sunil Narine         | West Indies | 4       | 29.5    | 3       | 52,00   | 1/28    | 0       | 0       |

| Twenty20s        | Twenty20s   | Twenty20s | Twenty20s | Twenty20s | Twenty20s | Twenty20s | Twenty20s | Twenty20s |
| Batting          | Batting     | Batting   | Batting   | Batting   | Batting   | Batting   | Batting   | Batting   |
| Spieler          | Mannschaft  | Spiele    | Innings   | Runs      | Average   | HS        | 100s      | 50s       |
| ---------------- | ----------- | --------- | --------- | --------- | --------- | --------- | --------- | --------- |
| Luke Ronchi      | Neuseeland  | 2         | 2         | 99        |           | 51*       | 0         | 1         |
| Brendon McCullum | Neuseeland  | 2         | 2         | 77        | 77,00     | 60*       | 0         | 1         |
| Andre Fletcher   | West Indies | 2         | 2         | 63        | 31,50     | 40        | 0         | 0         |
| Denesh Ramdin    | West Indies | 1         | 1         | 55        |           | 55*       | 0         | 1         |
| Jesse Ryder      | Neuseeland  | 2         | 2         | 45        | 22,50     | 23        | 0         | 0         |
| Bowling          |             |           |           |           |           |           |           |           |
| Spieler          | Mannschaft  | Spiele    | Overs     | Wickets   | Average   | BBI       | 5W        | 10W       |
| Nathan McCullum  | Neuseeland  | 2         | 8         | 5         | 8,20      | 4/24      | 0         | 0         |
| Adam Milne       | Neuseeland  | 2         | 8         | 3         | 12,33     | 2/22      | 0         | 0         |
| James Neesham    | Neuseeland  | 2         | 8         | 3         | 18,33     | 3/16      | 0         | 0         |
| Tino Best        | West Indies | 2         | 7         | 3         | 25,66     | 3/40      | 0         | 0         |
| Jason Holder     | West Indies | 1         | 3         | 2         | 17,00     | 2/34      | 0         | 0         |
| Andre Russell    | West Indies | 2         | 4         | 2         | 19,50     | 2/16      | 0         | 0         |
| Nikita Miller    | West Indies | 2         | 6         | 2         | 25,00     | 2/26      | 0         | 0         |
| Sunil Narine     | West Indies | 2         | 8         | 2         | 32,00     | 2/18      | 0         | 0         |

## Player of the Match
Als Player of the Match wurden die folgenden Spieler ausgezeichnet.
| Spiel   | Player of the Match |
| ------- | ------------------- |
| 1. Test | Ross Taylor         |
| 2. Test | Trent Boult         |
| 3. Test | Ross Taylor         |
| 1. ODI  | Darren Sammy        |
| 3. ODI  | Corey Anderson      |
| 4. ODI  | Martin Guptill      |
| 5. ODI  | Dwayne Bravo        |
| 1. T20  | Luke Ronchi         |
| 2. T20  | Luke Ronchi         |